# Camp de concentració de Lavacolla
El camp de concentració de Lavacolla va ser un camp de presoners franquista que va funcionar entre 1937 i 1939.

## Història i característiques
El juny de 1935 es va inaugurar un camp d'aviació a Lavacolla. Amb el cop d'estat del 18 de juliol de 1936, les autoritats franquistes hi van instal·lar un camp de presoners. El camp de Lavacolla va ser tancat el novembre de 1939.
Les autoritats consideraven que l'aeròdrom de Lavacolla podria convertir-se en l'aeroport de Galícia, però calia ampliar la capacitat de les instal·lacions. Per a això van recórrer a la feina dels presos. Des de 1940, diversos batallons van treballar a les instal·lacions per convertir Lavacolla en un aeroport transoceànic. Van encarregar la construcció de diverses vies al 31è batalló, format per 388 presoners. Van confinar els obrers en una antiga fàbrica d'adobs, propietat de Juan Hanguindey Broussain i posteriorment adquirida per Jacobo Varela de Limia. Els presoners castigats eren tancats en un gran paller de pedra al costat del qual passaven nens i els donaven pa i espigues de panís.
Segons el relat dels presoners, el batalló matinal s'havia de formar a les cinc. Els donaven una tassa de cafè i se'ls enduen de cinc en cinc i agafats de la mà. Recorrien tres quilòmetres abans d'arribar a les obres. L'altre batalló entrava a les 13.00 hores, fins a les 19.00 hores. A les 23:00 feien col bullida per sopar. La feina era agònica, van haver d'excavar i carregar vuit o deu metres i mig de vagons de terra i portar-los per una pista, per aplanar uns turons. Els donaven poca roba i gens de diners. Quan alguns presoners s'escapaven, eren castigats fent instrucció després de la feina. La mort era gairebé segura per a aquells que no rebien menjar de la família.
Els presoners del camp van popularitzar la cançó:
"Si quieres saber, Mercedes
dónde está mi paradero
campo de concentración, fábrica de Lavacolla
donde ando prisionero.
Al entrar en Lavacolla
lo primero que se ve
es un pico y una pala,
y un porrón para beber".